# Пјетрапаола
Пјетрапаола (итал. Pietrapaola) је насеље у Италији у округу Козенца, региону Калабрија.
Према процени из 2011. у насељу је живело 316 становника. Насеље се налази на надморској висини од 385 м.

## Становништво
Према резултатима пописа становништва 2011. у општини је живело 1.173 становника.
| 1931. | 1936. | 1951. | 1961. | 1971. | 1981. | 1991. | 2001. | 2011. |
| ----- | ----- | ----- | ----- | ----- | ----- | ----- | ----- | ----- |
| 1.260 | 1.274 | 1.493 | 1.512 | 1.460 | 1.344 | 1.488 | 1.238 | 1.173 |

## Партнерски градови
- Варштајн